# Трудовач
Трудовач (укр. Трудовач) — село в Золочевской городской общине Золочевского района Львовской области Украины.
Население по переписи 2001 года составляло 315 человек. Занимает площадь 0,843 км². Почтовый индекс — 80732. Телефонный код — 3265.